# 福岡市の土地区画整理事業一覧
福岡市の土地区画整理事業一覧（ふくおかしのとちくかくせいりじぎょういちらん）は、福岡県福岡市で実施の土地区画整理事業に関する一覧である。

## 土地区画整理事業
- 寺塚地区土地区画整理事業

### 博多区
- 博多駅地区土地区画整理事業（市）
- 春日原土地区画整理事業（県）
- 祇園町土地区画整理事業（個人）
- 空港前土地区画整理事業

### 中央区
- 戦災復興土地区画整理事業
- 渡辺通駅北土地区画整理事業
- 平尾地区土地区画整理事業（市）

### 城南区
- 油山土地区画整理事業
- 下長尾土地区画整理事業

### 早良区
- 西新駅裏土地区画整理事業

### 東区
- 香椎駅周辺土地区画整理事業
- 香椎副都心土地区画整理事業
- 香椎土地区画整理事業
- 筥崎土地区画整理事業　筥崎連続立体交差事業により、JR鹿児島本線吉塚駅より、移転した箱崎駅、そして筥松付近までが立体交差化された。箱崎駅は高架化前より約440mだけ千早駅方に移動し、新旧駅周辺を含む高架化区間において土地区画整理が行われ、都市計画道路の整備が進んでいる
- 香椎台土地区画整理事業（個人）

### 南区
- 塩原地区土地区画整理事業
- 柏原土地区画整理事業
- 長尾土地区画整理事業
- 寺塚地区土地区画整理事業
- 警弥郷土地区画整理事業
- 玉川第一土地区画整理事業

### 西区
- 姪浜土地区画整理事業　JR筑肥線・福岡市地下鉄空港線の姪浜駅の開業に併せて、駅前および周辺の大規模開発が行われた。
- 伊都土地区画整理事業　九州大学の西区元岡・桑原地区への移転に併せて、JR筑肥線への接続駅となる九大学研都市駅の駅前整備、および周辺の大規模開発を伴う。
- 横浜西土地区画整理事業
- 生の松原土地区画整理事業